# Missing Pieces (Autograph)
Missing Pieces è un album raccolta della hair metal band statunitense Autograph pubblicato nel 1997 per l'Etichetta discografica Pavement Records.

## Tracce
1. All Night Long (Lynch, Plunkett, Rand) 3:57
2. Heart Attack [demo] (Lynch, Plunkett) 4:02
3. When I'm Gone (Lynch, Plunkett, Rosen) 4:20
4. I've Got You [demo] (Isham, Plunkett) 4:29
5. One Way Dead End Street [demo] (Lynch, Plunkett) 3:51
6. Sanctuary (Lynch, Plunkett) 4:33
7. Sweet Temptation (Isham, Plunkett) 3:45
8. Love Comes Easy (Lynch, Plunkett, Rand, Richards) 3:45
9. Angel in Black [demo] (Conrad, Plunkett) 3:50
10. Turn Up the Radio [demo] (Isham, Lynch, Plunkett, Rand, Richards) 4:45
11. Angela [demo] (Lynch, Plunkett, Rand) 4:51

## Formazione
- Steve Plunkett - voce, chitarra
- Steve Lynch - chitarra
- Randy Rand - basso, cori
- Keni Richards - batteria
- Steven Isham - tastiere, cori